# David Low (dessinateur)
Pour les articles homonymes, voir Low.
Sir David Cecil  Alexander Low (né le 7 avril 1891 à Dunedin en Nouvelle-Zélande, mort le 19 septembre 1963) est un dessinateur et caricaturiste britannique.

## Biographie
Sa famille paternelle était originaire d’Écosse. Jeune il découvre le dessin dans le magazine Punch ce qui décidera de sa vocation de dessinateur et caricaturiste. Il admire l’art de dessinateurs comme Randolph Caldecott mais surtout celui de Phil May dont il dira : « son art du dessin combine la qualité et l’apparente facilité »[réf. nécessaire] dont il s’inspirera.
Il publie son premier dessin en 1902 puis, régulièrement à partir de l’âge de quinze ans, dans le bulletin de l’Armée du salut et différents journaux locaux. À 18 ans, il rejoint le Sidney Bulletin et sa réputation se développant rapidement dans le monde britannique il est engagé au Daily News et au Star, quotidien du soir, de Londres où il arrive en 1919.
Il donne également des dessins au Graphic et à Punch, après avoir réalisé le portrait des 50 personnalités les plus importantes du Royaume-Uni dont Arthur Conan Doyle et George Bernard Shaw, seuls John Galsworthy et Rudyard Kipling refusèrent.  
En 1927, il rejoint l’Evening Standard et créé en 1934 le personnage du Colonel Blimp, sorte de vieille baderne bornée, réactionnaire, anti-démocrate et xénophobe qui inspirera le film homonyme de Michael Powell et d'Emeric Pressburger, sorti en 1943.
Proche des conservateurs, Low, cependant, n’était pas satisfait de la manière dont la politique était menée par l’Establishment. 
Favorable à un soutien aux Républicains pendant la Guerre d’Espagne, il est célèbre pour ses caricatures d’Hitler et Mussolini, qu’il surnomme Hit and Muss. Joseph Goebbels dira à Lord Halifax, alors ministre des Affaires étrangères, que ses dessins ne favorisaient pas les relations cordiales entre les deux pays. Il fut accusé d’être un va-t-en guerre par Terry Pratchett.
Son nom figurait sur une liste spéciale de la Gestapo (Sonderfahndungsliste G.B., connue comme Black list en anglais) qui regroupait les personnalités hostiles à l'Allemagne nazie (anglais de souche ou réfugiés politiques) à arrêter et à envoyer dans un camp de concentration en cas de réussite de l'opération Lion de Mer (le débarquement allemand en Angleterre).
Dans cette liste figuraient de personnalités aussi diverses que la suffragette Mrs Pankhurst, le leader travailliste Clement Atlee, le chanteur de Jazz Paul Robeson , le magnat de la presse de droite Max Aitken-(Lord Beaverbrook), le psychanalyste Sigmund  Freud (en fait décédé depuis 1939), l'écrivain de science fiction HG Wells (de sensibilité socialiste), et bien entendu le Général De Gaulle, pour n'en citer que quelques uns.
Pendant la Seconde Guerre mondiale, ses dessins soutinrent le moral des britanniques. 
En 1956, il publiera son autobiographie. 
Anobli en 1962, il décède en 1963. Il est considéré comme un des principaux caricaturistes politiques britanniques du milieu du XXe siècle.

## Galerie

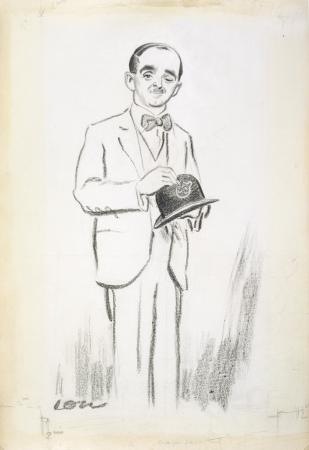
Autoportrait
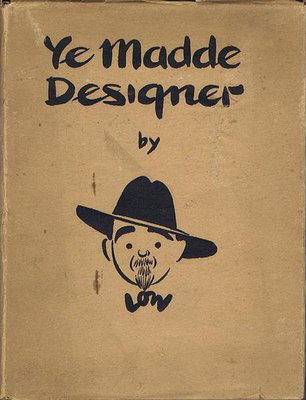
Ye Madde Designer, 1935

## Sources
- (en) Cet article est partiellement ou en totalité issu de l’article de Wikipédia en anglais intitulé « David Low (cartoonist) » (voir la liste des auteurs).